# Dorfkirche Cumbach

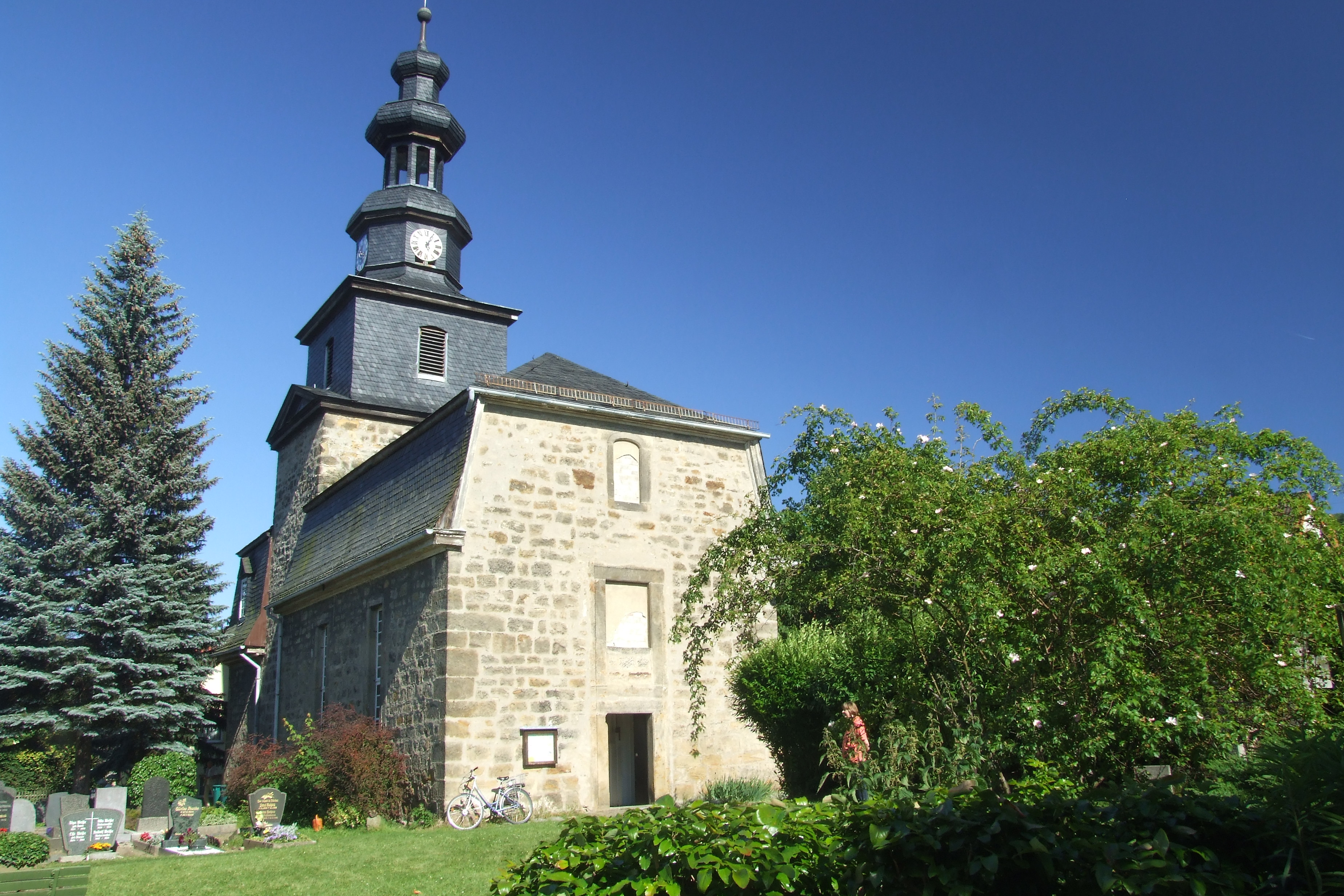
Die Kirche

Die evangelische Dorfkirche Cumbach steht im Ortsteil Cumbach der Stadt Rudolstadt im Landkreis Saalfeld-Rudolstadt in Thüringen.

## Geschichte
Im Jahre 1468 wurde die Pfarre Cumbach eigenständig. In diesem Zuge wurde die ehemalige Kapelle St. Nikolaus mit einem Langschiff erweitert.
Von 1763 bis 1766 wurde die Kirche gründlich und im einfachen Barockstil umgestaltet. Über dem Mittelbau erhebt sich der Kirchturm mit zwei Zwiebelkuppeln in oktogonaler Struktur.
Der Kanzelaltar stammt aus dem Jahr 1770.